# Municipio Axapusco
Koordinaten: 19° 44′ N, 98° 46′ W
Axapusco ist ein Municipio im mexikanischen Bundesstaat México. Es gehört zur Zona Metropolitana del Valle de México, der Metropolregion um Mexiko-Stadt. Der Sitz der Gemeinde ist das gleichnamige Axapusco, die größten Orte im Municipio hingegen Jaltepec und Santa María Aticpac. Die Gemeinde hatte im Jahr 2010 25.559 Einwohner, ihre Fläche beträgt 232,1 km².

## Geographie
Axapusco liegt im Norden des Bundesstaates México, etwa 50 km nordöstlich von Mexiko-Stadt.
Das Municipio grenzt an die Municipios Temascalapa, Nopaltepec, Otumba und San Martín de las Pirámides sowie an den Bundesstaat Hidalgo.